# Martha Smith
Martha Anne Smith (Cleveland, 16 de octubre de 1953) es una modelo y actriz estadounidense.
En julio de 1973, fue elegida playmate del mes para la revista Playboy. Fue fotografiada por Pompeo Posar.
Smith asistió a la Michigan State University.  Smith ha protagonizado películas, como National Lampoon's Animal House, en la cual interpreta a la chica de hermandad Babs Jansen, y ha aparecido en varias series de televisión como estrella invitada. Fue regular en la serie de aventura de la CBS desde 1983 hasta 1987 El espantapájaros y la señora King como la Señora Francine Desmond, y más tarde apareció como panelista frecuente en Pyramid.
Smith es ahora agente inmobiliaria en el área de Los Ángeles para Keller Williams. Se le puede ver actualmente en algunos episodios de Selling LA en HGTV.